# ケンジ・ウエマツ
ケンジ・ウエマツ（Kenji Uematsu Treviño、1976年10月28日- ）は、スペインのバスク地方ビスカヤ県ポルトゥガレテ出身の日系人柔道選手。階級は60kg級。身長158cm。73kg級で活躍しているキヨシ・ウエマツは弟にあたる。

## 人物
10代の頃にヨーロッパユースオリンピックフェスティバルで2連覇するなど、早くから活躍していた。1996年の世界ジュニア60kg級では優勝して、66kg級で2位になった弟のキヨシとともに兄弟でメダリストになった。その後、シニアになってからも国際大会で一定の活躍を見せた。2004年のアテネオリンピックでは弟と一緒に出場を果たすが、5位に終わってメダル獲得はならなかった。
ビスカヤ県のサントゥルツィにあるヤマブキ道場で柔道を指導しているタツミ・ウエマツを父親に持つ。

## 主な戦績
- 1993年 - ヨーロッパユースオリンピックフェスティバル　優勝(55k級)
- 1995年 - ヨーロッパユースオリンピックフェスティバル　優勝
- 1995年 - ヨーロッパジュニア　優勝
- 1996年 - 世界ジュニア　優勝
- 1996年 - ヨーロッパジュニア　優勝
- 1997年 - チェコ国際　3位
- 1998年 - チェコ国際　3位
- 1999年 - フランス国際　3位
- 1999年 - ポーランド国際　優勝
- 2000年 - ハンガリー国際　3位
- 2000年 - 世界学生　2位
- 2003年 - ドイツ国際　3位
- 2003年 - ポーランド国際　3位
- 2004年 - チェコ国際　3位
- 2004年 - アテネオリンピック　5位
- 2006年 - ロシア国際　3位